# Anne
Pour les articles homonymes, voir Anne (homonymie).
Anne est un nom propre d'origine hébraïque (voir le personnage biblique Hanna), surtout utilisé comme prénom.
Anne est un prénom épicène aujourd'hui en majorité féminin. Sa fête principale est le 26 juillet.

## Occurrence
Anne est un prénom très populaire dans toute l'Europe et à toutes les époques. De nombreux lieux sont appelés Sainte-Anne  notamment au Canada et en France ; ils évoquent une des Sainte Anne reconnues, le plus souvent sainte Anne, mère de la Vierge Marie et patronne de la Bretagne. Cela explique la grande popularité connue par ce prénom dans ces régions où la foi catholique est très présente.

## Étymologie
Anne vient de l'hébreu Hannah qui signifie « grâce ». La forme masculine en hébreu est Hanan, d'où Yohanan, qui a donné Jean, Jeanne et leurs variantes comme Johann dans certaines langues germaniques ou Ivan dans certaines langues slaves. Il était un temps où Anne était un prénom épicène souvent donné aux hommes en français (notamment porté dans l'aristocratie sous l'Ancien Régime — par exemple par Anne de Noailles ou Anne de Montmorency). Le prénom, devenant majoritairement féminin, a également eu un pendant masculin Annet courant dans certaines régions.

## Fête et sainte patronne
Les catholiques fêtent sainte Anne (grand-mère de Jésus) le 26 juillet. Les orthodoxes fêtent sa dormition le 25 juillet et la conception de Marie le 9 septembre.
Sainte Anne est patronne de nombreux métiers manuels, notamment des métiers féminins par tradition (blanchisseuses, dentellières...), ainsi que des navigateurs, pêcheurs et perdus en mer.

## Variantes

### Linguistiques
- allemand, anglais, breton, catalan, danois, finnois, hongrois, italien, latin, norvégien, néerlandais, slovaque et tchèque : Anna
- amharique : Anna
- arabe : Hâna, Hannah (حَنّة)
- anglais : Ann, Annelize, Anneeka, Annabella
- espagnol, letton, portugais : Ana
- espéranto : Anno
- français : Anne, Annabelle
- gascon béarnais : Anne ; diminutifs : Annéte, Annine, Annoûn. Graphie félibréenne (fébusienne), source : Simin Palay, Escole Gastoû Febus, Dictionnaire du gascon et du béarnais modernes, Paris, CNRS, 1991, 3e éd. (1re éd. 1932-1934), 1053 p. (ISBN 2-222-01608-8).
- géorgien : Anna, Anouki, Anoucki
- hébreu :  Hannah, Hanna (en hébreu חַנָּה)
- japonais : Hana (attention Hana signifie fleur en japonais), Annu (杏奴)
- letton : Anna, Anita, Anta
- occitan (graphie classique) :  Anna
- occitan (graphie mistralienne) : Anno
- poitevin : Ane
- roumain : Ana, diminutif : Ani
- russe : Anna (Анна), Anja
- serbe : Ana en serbe latin, Ана en serbe cyrillique
- slovène : Ana, Hana
- ukrainien : Анна (Anna), Ганна (Hanna)
- polonais: Anna, Hanna

### Diminutifs
- français : Annette, Annie, Anita, Nina, Ninon, Annick, Anouche, Anaïs, Nanou, Nana
- breton : Annaig, Annig (d'où le français Annick)
- espagnol : Anita
- anglais : Nancy (en), Ann
- albanais : Annik
- allemand : Anke, Ania, Anni
- hollandais : An, Anneke
- letton : Annele
- polonais : Ania, Anka, Anusia, Aneczka, Niunia
- portugais: Aninha
- russe : Ania (Аня), Annouchka (Аннушка), Anechka (Анечка), Anka (Анька, peut être péjoratif)
- tchèque : Nanynka, Nan, Nana, Nanda
- ukrainien : Hannoucia (Ганнуся)
- Autres : Nanny, Nancy, Nanci, Hanci, Channa, Anci, Anic, Handa, Anninka, Aneta, Anitra, Hana, Ania, Aniulka, Aniula, Andzia, Annusia, Annuśka, Nanka, Anouk, Anouck.

### En prénom composé
Anne est utilisé en composition dans plusieurs prénoms, comme Anne-Marie ou Marie-Anne.

## Personnalités

### Anne comme prénom féminin

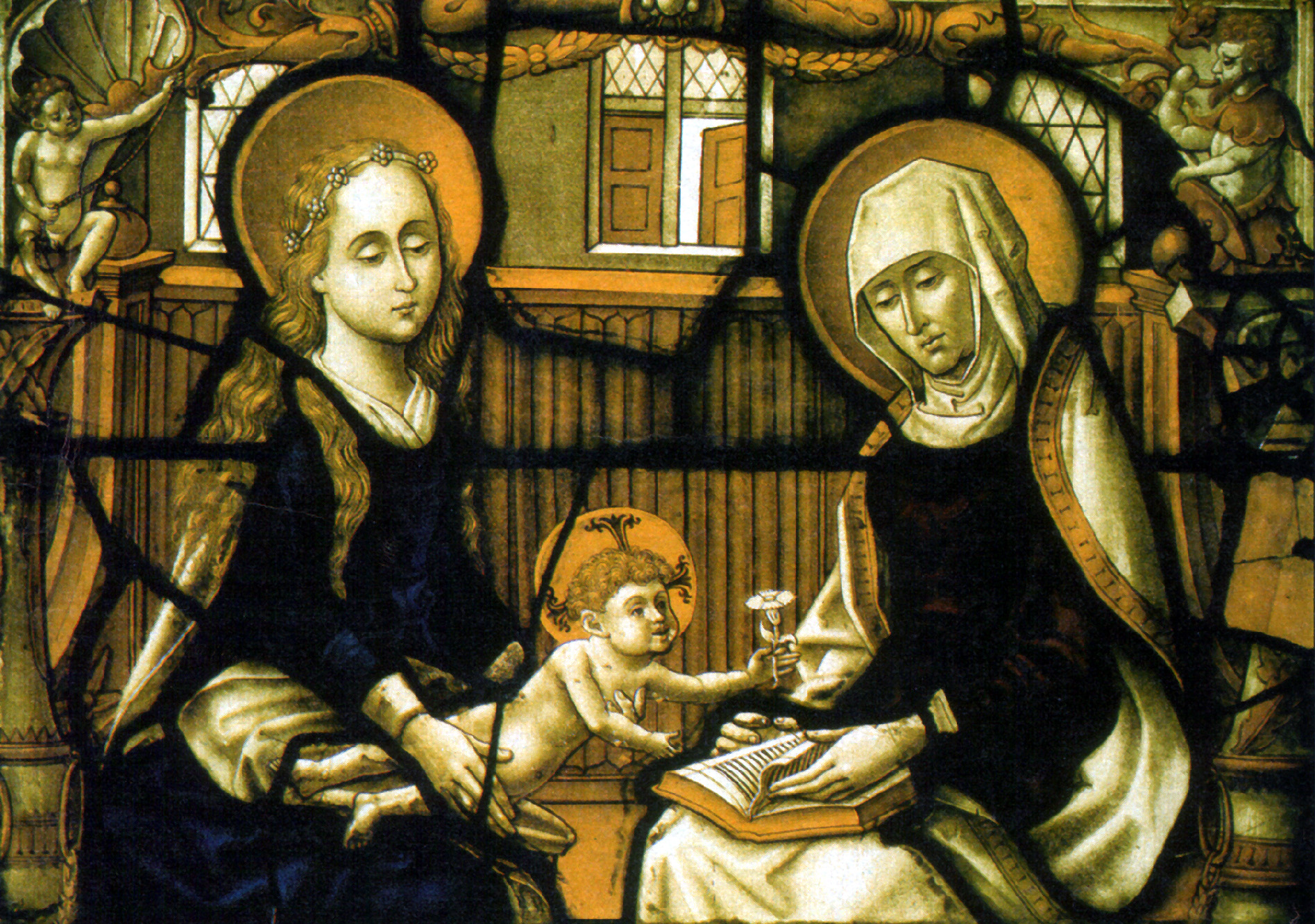
La Vierge et Sainte Anne, peinture sur verre, Cologne, début du XVIe siècle

Personnages bibliques ou évangéliques et saintes chrétiennes
- Hannah, mère longtemps stérile de Samuel, archétype des mères pieuses.
- Hannah, mère héroïque des sept fils martyrs de la révolte des Maccabées.
- Voir Sainte Anne , dont Anne mère de Marie et Anne la prophétesse.

Autres personnalités féminines portant ce prénom ou l'une de ses variantes
- Anne ou Anna Perenna, sœur de Didon.
- Anne Beaufour (1963-), milliardaire française.
- Anne Boleyn (1501?-1536), reine d'Angleterre.
- Anne Brontë (1820-1849), femme de lettres britannique.
- Anne Charlotte de Lorraine (1714-1773), abbesse à Mons, Thorn et Essen.
- Anne Comnène (1083-1153), princesse byzantine, auteur de l'Alexiade.

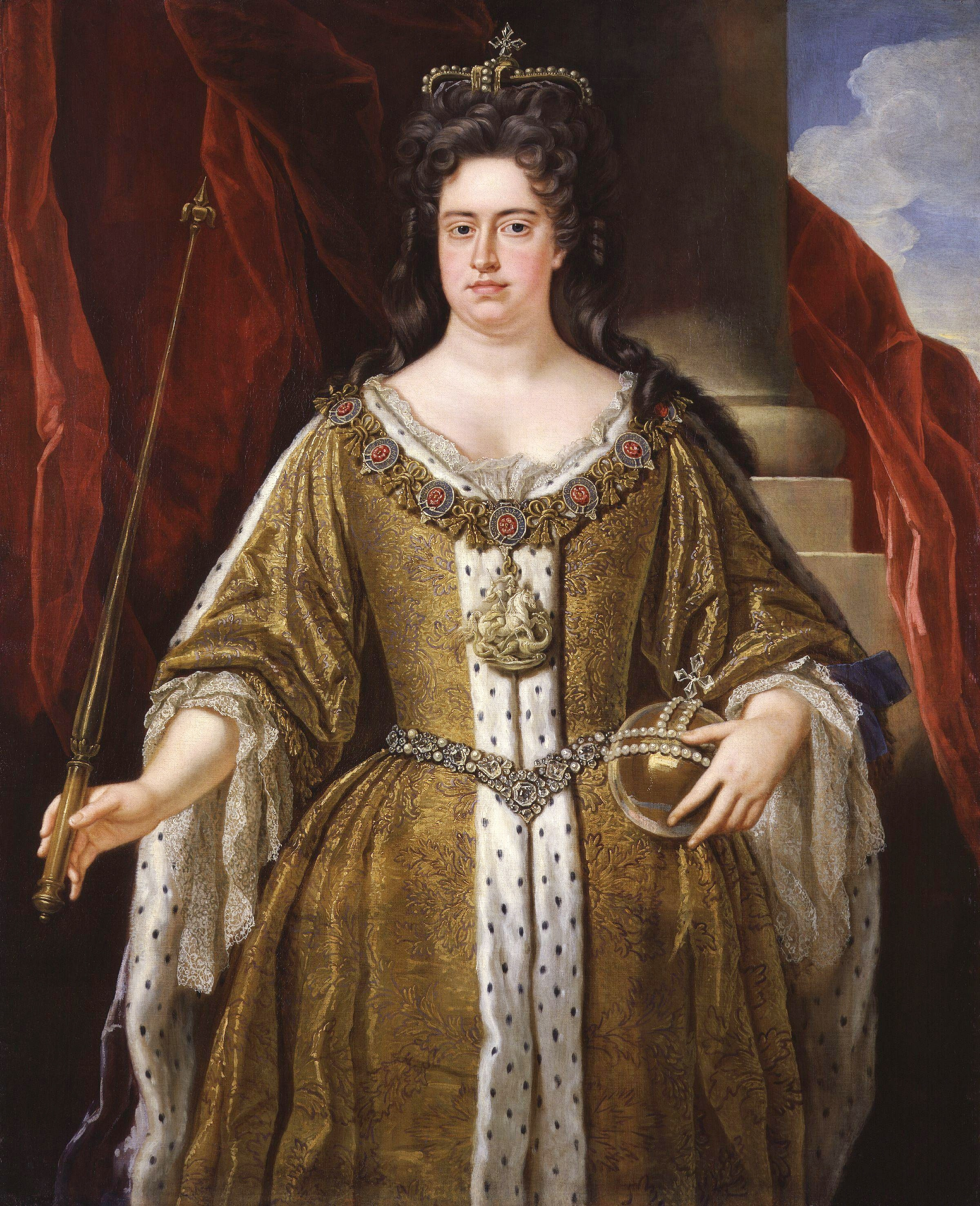
Anne Ire d'Angleterre

- Anne Ire d'Angleterre (1665-1714), reine d'Angleterre, d'Écosse et d'Irlande.
- Anne d'Autriche , dont Anne d'Autriche (1601-1666), infante d'Espagne, reine et régente de France.
- Anne de Bavière
- Anne de Beaujeu ou Anne de France (1461-1522), régente de France.
- Anne de Bourbon-Parme (1923-2016), épouse du roi Michel Ier de Roumanie.
- Anne de Bretagne (1477-1514), duchesse de Bretagne, deux fois reine de France.
- Anne de Clèves (1515-1557), reine d'Angleterre.
- Anne de Guigné (1911-1922) Bienheureuse
- Anne de Kiev (?-?), reine de France.
- Anne de Laval
- Anne Ire de Russie (1693-1740), tsarine de toutes les Russies.
- Anne de Savoie
- Anne du Royaume-Uni (1950-), fille de la reine Élisabeth II.
- Anne Francis (1930-2011), actrice américaine.
- Anne Frank (1929-1945), adolescente morte en déportation dont le journal intime est un best-seller.
- Anne Hébert (1916-2000), femme de lettres québécoise.
- Anne Jagellon ou Anne de Hongrie (1503-1547), impératrice.
- Anne Jolivet (1947-), actrice française de doublage
- Anne Kerylen (1943-2021), actrice française de doublage
- Anne Meson (1975-), chanteuse et animatrice de télévision française.
- Anne Murray (1945-), chanteuse et actrice canadienne.
- Anne Provoost (1964-), romancière belge flamande.
- Anne Renée (1950-), chanteuse québécoise.
- Anne Rice (1941-), écrivaine américaine.
- Anne Robillard (1955-), écrivaine québécoise.
- Anne Sexton (1928-1974), écrivaine américaine.
- Anne Stuart (1948-), écrivaine américaine.
- Anne Sylvestre (1934-2020), chanteuse française.
- Anne Vanderlove (1943-2019), chanteuse française d'origine néerlandaise.
- Anne-Aymone de Brantes (1933-), épouse du président de la République Française, Valéry Giscard d'Estaing.
- Anne Teresa De Keersmaeker (1960-), danseuse et chorégraphe belge flamande.
- Anna Kournikova (1981-), joueuse de tennis russe.
- Anna Leonowens (1834-1915), professeur des princes de Siam, mémorialiste.
- Anna Pavlova (1881-1931), ballerine russe.
- Anne Plichota, écrivaine spécialisée dans la littérature jeunesse.
- Anna Tsuchiya (1984-), chanteuse de J-pop, mannequin et actrice japonaise.
- Anne Hathaway (1982-), actrice américaine.

### Anne comme prénom masculin

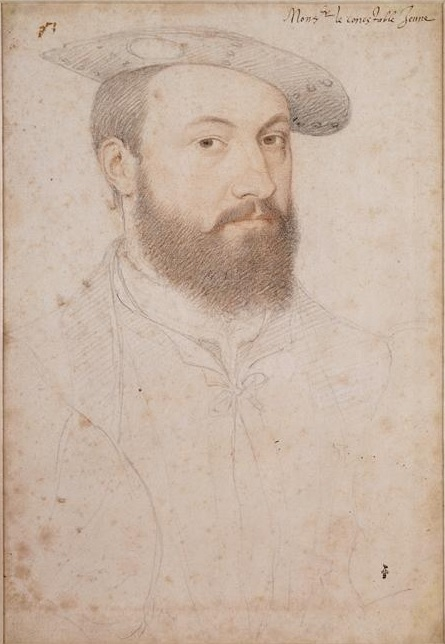
Le connétable Anne de Montmorency (1492-1567)

Dans une moindre mesure, Anne est un prénom masculin.
Personnalités masculines portant ce prénom ou l'une de ses variantes
- Anne (ou Hanne, ou encore Anân) est le nom du beau-père de Caïphe, le grand prêtre devant qui est amené Jésus de Nazareth après son arrestation, dans l'Évangile selon Jean (XVIII:13).
- Anna est roi d’Est-Anglie de 636 à 653
- Anne de Batarnay de Joyeuse (1560-1587), duc de Joyeuse, amiral de France.
- Anne du Bourg (1521-1559), magistrat français, martyr calviniste.
- Anne de La Fare (1752-1829), évêque de Nancy, député aux États généraux.
- Anne Hamilton (1709-1748), noble écossais.
- Anne de Lévis (1569?-1622), noble français.
- Anne de Montmorency (1493-1567), connétable de France.
- Anne-Jules de Noailles (1650-1708), maréchal de France.
- Anne-Emmanuel de Croÿ (1743-1803), militaire.
- Anne de Pérusse des Cars (1546-1612), cardinal et évêque de Metz.
- Anne Hilarion de Costentin, comte de Tourville (1642-1701), vice-amiral et maréchal de France.
- Anne Danican Philidor (1681-1728), compositeur et fondateur des premiers concerts publics de musique (Concert Spirituel).
- Anne Robert Jacques Turgot (1727-1781), baron de Laune, souvent appelé Turgot, homme politique et économiste français.
- Anne van der Bijl (1928-2022), missionnaire chrétien communément appelé « Frère André ».
- Anne-Louis Girodet-Trioson (1767-1824), peintre français disciple de Jacques-Louis David dont l'art préfigure le romantisme.
- Jean Louis Anne de Cheverus (1768-1836), évêque de Boston puis de Bordeaux.
- Anne Jean Marie René Savary (1774-1833), général de la Révolution et de l'Empire et ministre de la Police de Napoléon 1er.

## Autres

### Personnages et œuvres de fiction

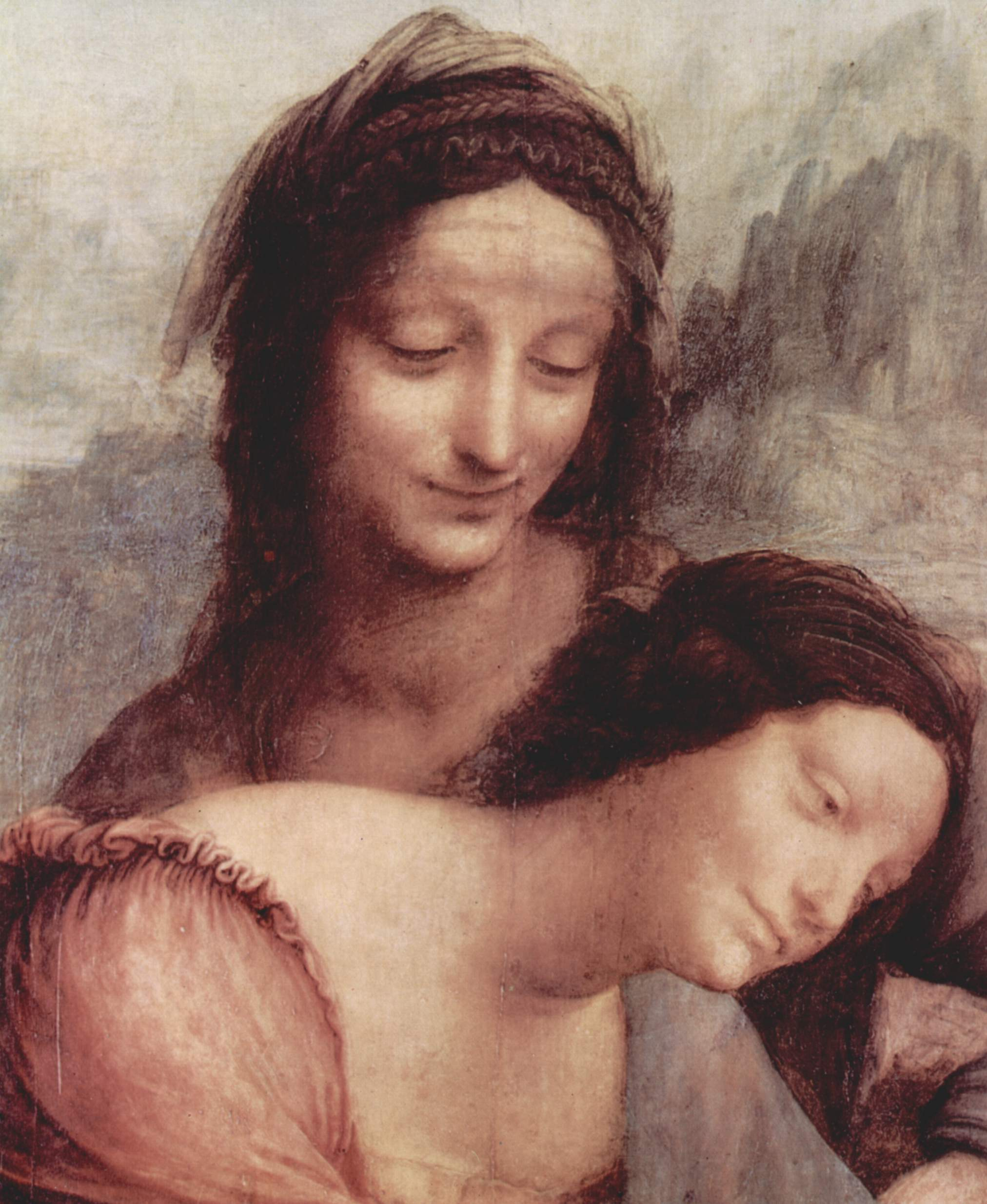
La Vierge, l'Enfant Jésus et sainte Anne de Léonard de Vinci, détail

- Sainte Anne avec Marie et l'enfant Jésus, thème artistique et tableau de Léonard de Vinci.
- Anne et Jehanne, tableau de Laura Leroux-Revault (1894).
- Anna fait partie des légendes arthuriennes.
- Sœur Anne, personnage du conte Barbe-Bleue de Charles Perrault, paru en 1697.
- Anne Vercors est le père dans L’Annonce faite à Marie de Paul Claudel.
- Buffy Anne Summers est l'héroïne de la série télévisée Buffy contre les vampires.
- Anne, l'héroïne de Lucy Maud Montgomery dans la série romanesque Anne... la maison aux pignons verts.
- Anne Coquet, le héros du roman Les Corps tranquilles de Jacques Laurent.
- Anne d'Orgel, personnage masculin d'un roman de Raymond Radiguet de 1924, Le Bal du comte d'Orgel.
- Anne, manga de Yumiko Igarashi sorti en 1985.
- Resusci Anne, ou « Rescue Anne », mannequin d'entrainement utilisé pour la Réanimation cardio-pulmonaire (RCP).